# Hoa hậu Thế giới 1954

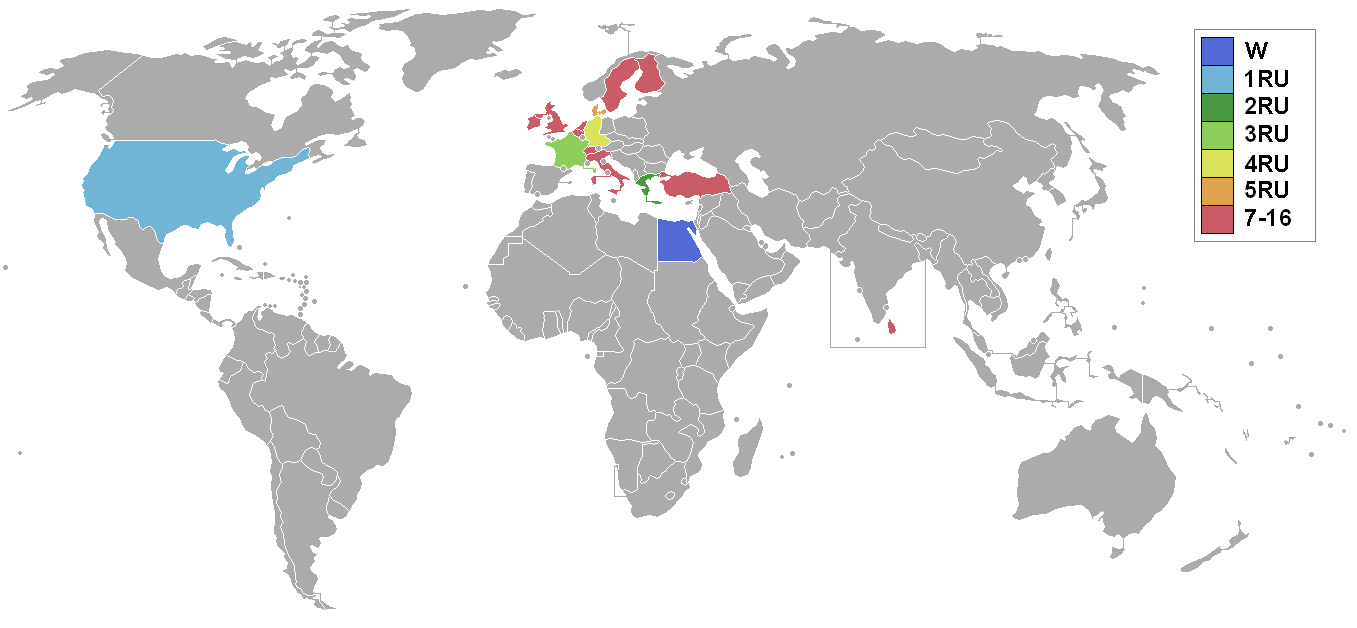
Các quốc gia và vùng lãnh thổ tham dự cuộc thi và kết quả

Hoa hậu Thế giới 1954, là cuộc thi Hoa hậu Thế giới lần thứ 4, được tổ chức vào ngày 18 tháng 10 năm 1954 tại nhà hát Lyceum, Luân Đôn, Vương quốc Anh. Hoa hậu Thế giới 1953 -  May-Louise Flodin từ Thụy Điển đã trao vương miện cho Antigone Costanda từ Ai Cập.

## Kết quả

### Thứ hạng
| Kết quả               | Thí sinh                                                                          |
| --------------------- | --------------------------------------------------------------------------------- |
| Hoa hậu Thế giới 1954 | - Ai Cập – Antigone Costanda                                                      |
| Á hậu 1               | - Hoa Kỳ – Karin Hultman                                                          |
| Á hậu 2               | - Hy Lạp – Efi Mela                                                               |
| Top 6                 | - Đan Mạch – Grete Hoffenblad - Pháp – Claudine Bleuse - Tây Đức – Frauke Walther |

## Thí sinh
- Bỉ - Nelly Elvire Dehem
- Ceylon - Jeannette de Jonk
- Đan Mạch - Grete Hoffenblad
- Ai Cập - Antigone Costanda
- Phần Lan - Yvonne de Bruyn
- Pháp - Claudine Bleuse
- Đức - Frauke Walther
- Vương quốc Anh - Patricia Butler
- Hy Lạp - Efi Mela
- Hà Lan - Yvonne Meijer
- Ireland - Connie Rodgers
- Ý - Cristina Fantoni
- Thụy Điển - Margareta Westling
- Thụy Sĩ - Claudine Buller
- Thổ Nhĩ Kỳ - Sibel Goksel
- Hoa Kỳ - Karin Hultman